# Hulei
Hulei (chinesisch 湖雷镇, Pinyin Húléi zhèn) ist eine Großgemeinde im Südosten der Volksrepublik China. Sie gehört zum Verwaltungsgebiet des Stadtbezirkes Yongding, der seinerseits der bezirksfreien Stadt Longyan der Provinz Fujian unterstellt ist. Die Großgemeinde Hulei verwaltet ein Territorium von 161,5 Quadratkilometern, das zu zwei Dritteln bewaldet ist, mit einer Gesamtbevölkerung von 45.630 Personen im Jahre 2015. Die Bevölkerungszählung des Jahres 2000 hatte eine Gesamtbevölkerung von 30.039 Personen in 8661 Haushalten ergeben, davon 15.060 Männer und 14.979 Frauen.
Hulei ist auf Dorfebene in 27 Dörfer untergliedert: Xiahu (下湖村), Xiazai (下在村), Shikeng (石坑村), Huyao (湖瑶村), Tongtian (桐田村), Baidong (白岽村), Qianfang (前坊村), Luotan (罗滩村), Yuwen (玉文村), Shuya (淑雅村), Daoren (道仁村), Zhulan (竹兰村), Gaoshi (高石村), Shendu (深度村), Luopi (罗陂村), Shanghu (上湖村), Shangbei (上北村), Shangnan (上南村), Zengrui (增瑞村), Chidu (尺度村), Hehua (荷花村), Liantang (莲塘村), Xikou (溪口村), Jinxi (锦溪村), Xiangji (象基村), Fankeng (藩坑村), Bipo (弼鄱村). Diese fassen 294 dörfliche Siedlungen zusammen.
Hulei verfügt über bedeutende Ressourcen wie 500.000 Kubikmeter Holz, seltene Erden, Wolfram, Molybdän, Kaolinit und Omphacit. Auf dem Gebiet von Hulei sind neun Wasserkraftwerke in Betrieb.